# Ariel Nasr
Ariel Nasr (* in Halifax, Kanada) ist ein afghanisch-kanadisch-amerikanischer Filmregisseur, Drehbuchautor, Filmproduzent und Kameramann, der 2013 für einen Oscar nominiert wurde und sich auf Dokumentationen und Kurzfilme spezialisiert hat.

## Karriere
Für das National Film Board of Canada schrieb Nasr 2008 das Drehbuch und führte Regie bei der Kriegsdokumentation Good Morning Kandahar. Auch der Film The Boxing Girls of Kabul wurde von ihm für die obige Filmbehörde produziert. Im gleichen Jahr produzierte er gemeinsam mit dem als Regisseur tätigen Sam French den Kurzfilm Buzkashi Boys, welcher die Probleme von Nasrs Heimatstadt Kabul zeigt und auch dort gedreht wurde. Buzkashi Boys gewann zahlreiche internationale Filmpreise, unter anderem wurde er bei der Oscarverleihung 2013 in der Kategorie Bester Kurzfilm nominiert.

Nasr ist auch in anderen Medien wie Radio vertreten. Darüber hinaus ist er auch als unabhängiger Künstler aktiv.

## Filmografie
Als Regisseur und Drehbuchautor:
- 2008: Good Morning Kandahar
- 2012: The Boxing Girls of Kabul (auch Kamera)

Als Produzent:
- 2012: Buzkashi Boys
- 2013: The Oscar Nominated Short Films 2013: Live Action